# Maison de la famille Karamata
La maison de la famille Karamata (en serbe cyrillique : Кућа породице Карамата ; en serbe latin : Kuća porodice Karamata) est située à Belgrade, la capitale de la Serbie, dans la municipalité urbaine de Zemun. En raison de sa valeur architecturale et historique, cette maison, construite en 1763, figure sur la liste des monuments culturels de grande importance de la république de Serbie et sur la liste des biens culturels de la ville de Belgrade.

## Historique
La maison de la famille Karamata est située 17 rue Karamatina. Elle a été construite en 1763 pour le riche marchand de Zemun Kuzman Jovanović ; un porche baroque était situé dans la partie est de l'édifice. En 1772, la maison a été achetée pour 4 000 florins par Dimitrije Karamata, venu de Katranice en Macédoine, et, à partir de cette époque, la maison resta dans la famille. En 1788, à l'époque de la guerre russo-turque de 1787-1792, l'empereur Joseph II séjourna dans la maison ; un Conseil de guerre de l'empereur, auquel assistaient le maréchal François Maurice de Lacy et Ernst Gideon von Laudon, y fut réuni ; à cette occasion, un aigle à deux têtes, sculpté dans le bois et peint par un artiste local, fut placé au plafond du premier étage.
En 1827, Jovan Karamata, le fils de Dimitrije, fit construire un nouvel étage dans la partie centrale du bâtiment ; la façade unifiant la construction et le porche central datent de la même époque. En 1848, Atanasije Karamata, le fils de Jovan, y reçut le patriarche serbe Josif Rajačić. Vuk Stefanović Karadžić, le grand réformateur de la langue serbe, fut également un des hôtes de la maison.

## Architecture
Les architectes de la maison Karamata sont inconnus et rien ne subsiste des plans originaux. L'édifice actuel est constitué de trois parties : une construction dotée d'un simple rez-de-chaussée, une construction d'un étage avec un toit simple et une construction d'un étage avec une cave et un toit mansardé ; ces trois parties sont reliées par une façade unique et par une entrée principale ; cette façade est caractéristique du style classique. En revanche, le bâtiment dans son ensemble relève de l'architecture baroque.

## Collections
La maison Karamata abrite plusieurs portraits de famille, œuvres des peintres Georgije Tenecki et Pavel Đurković.